# Invacar

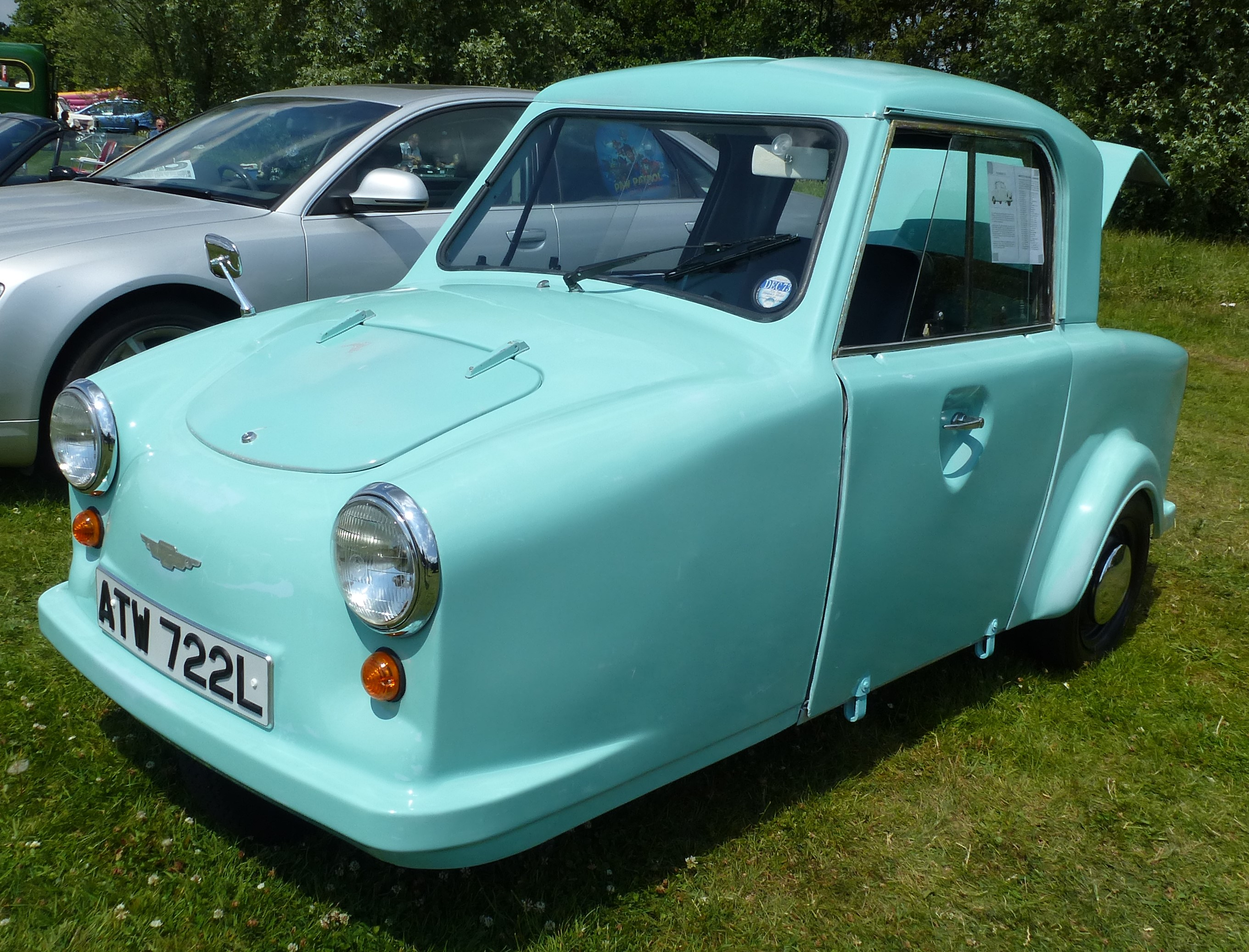
Invacar von 1973

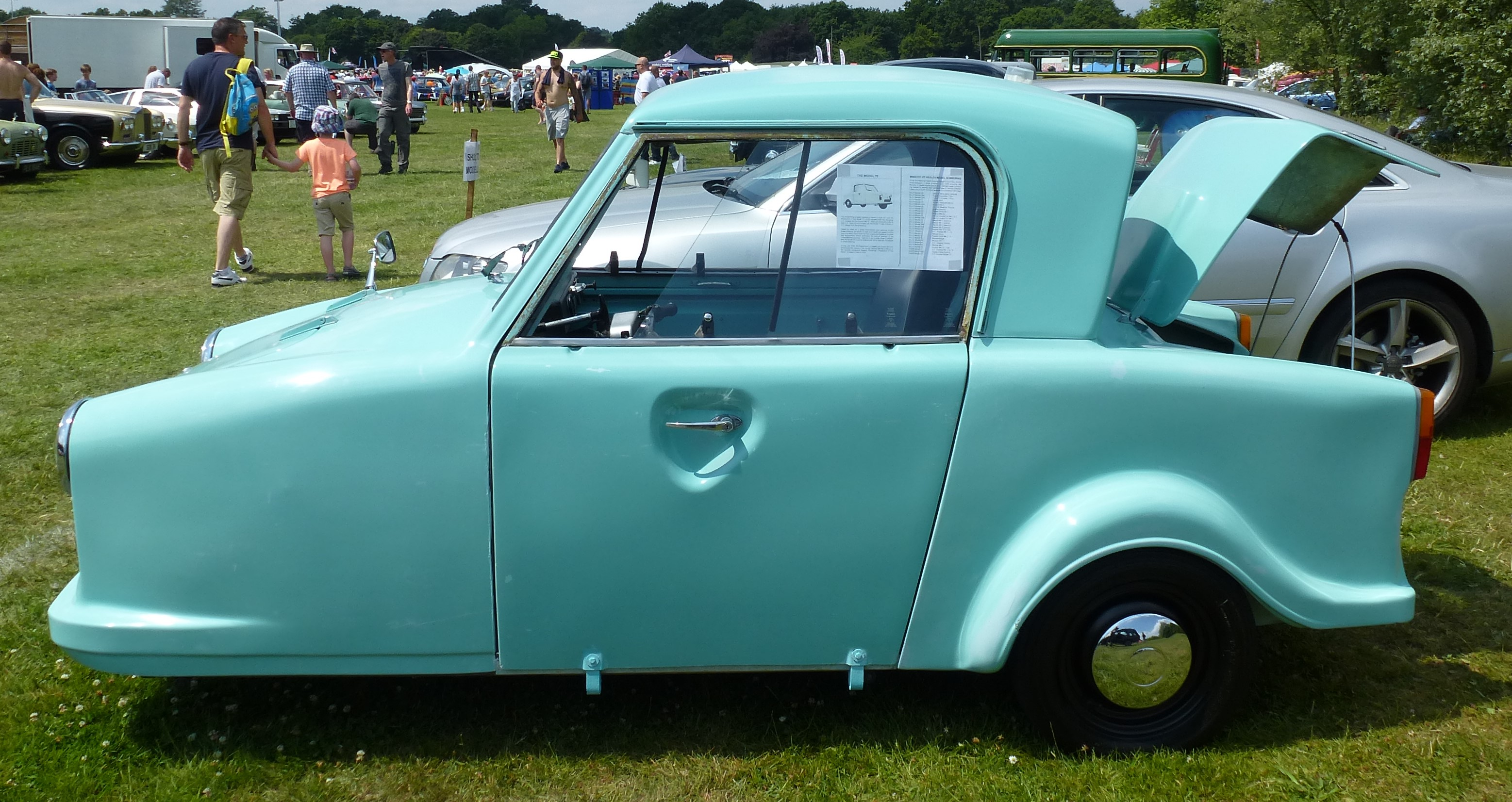
Seitenansicht
(mit geöffneter Motorhaube)

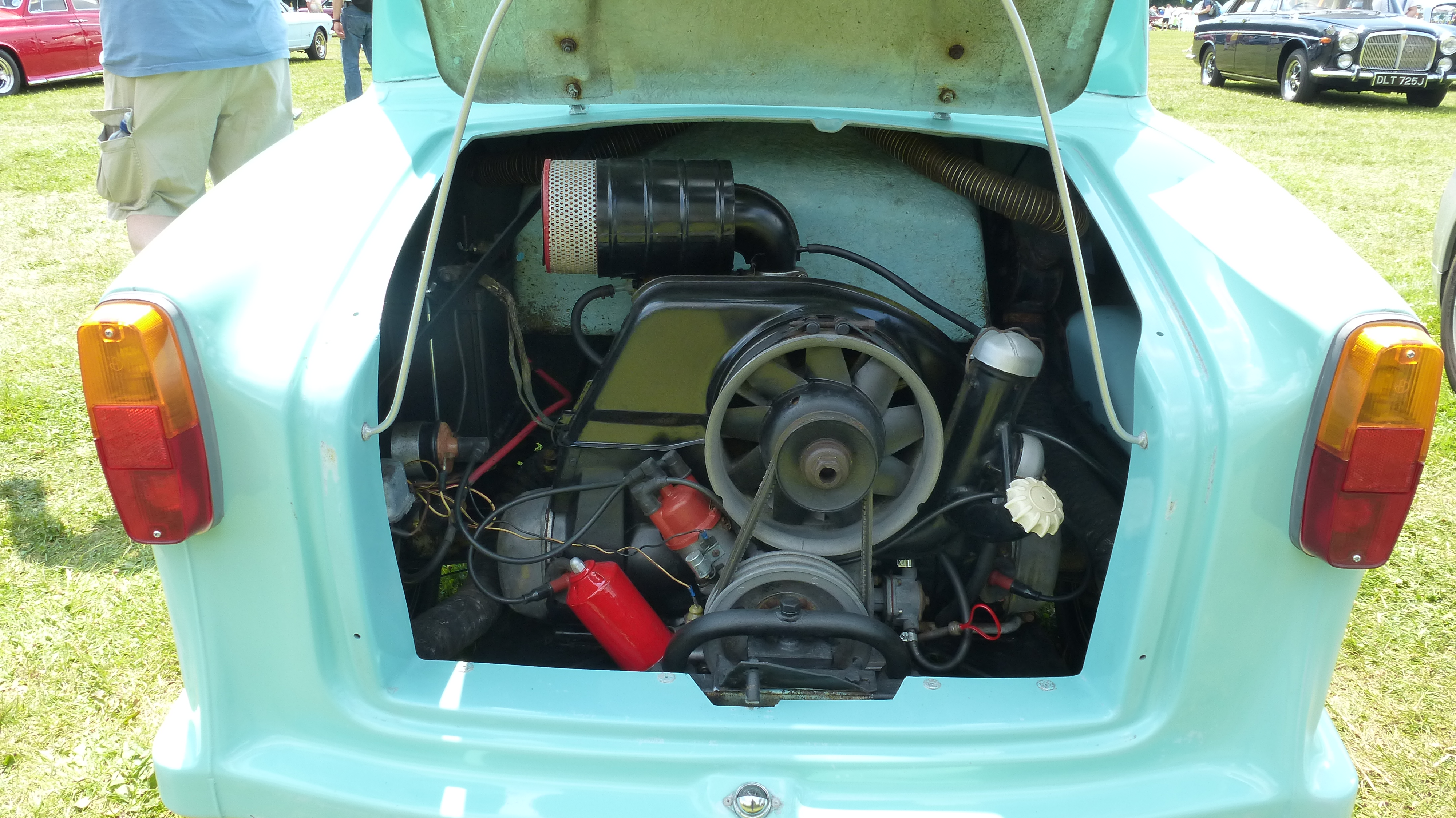
Motor

Die Invacar Ltd war ein britischer Hersteller von Versehrtenfahrzeugen, der von 1948 bis 1977 in Thundersley bei Southend-on-Sea in Essex ansässig war.

## Geschichte
1948 kam Bert Greeves beim Mähen des Rasens vor seinem Haus in Worcestershire auf die Idee, den Motor eines Rasenmähers in den Rollstuhl seines behinderten Vetters Derry Preston-Cobb einzubauen. Das Ergebnis konnte überzeugen und eingedenk der vielen kriegsversehrten britischen Soldaten aus dem Zweiten Weltkrieg sahen beide einen Markt für solche Gefährte. Sie gründeten 1948 die Invarcar Ltd in Thundersley bei Southend-on-Sea in Essex. Invarcar gewann eine Ausschreibung des Ministry of Pensions für ein motorbetriebenes, dreirädriges Fahrzeug für Behinderte. Neben Invacar wurden auch noch R. A. Harding, Dingwall & Son, AC Cars, Barrett, Frank Tippen & Sons, Thundersley und Coventry Climax vom Ministerium mit dem Bau von Versehrtenfahrzeugen betraut.
Frühe Ausführungen wurden von einem luftgekühlten Einzylinder-Zweitaktmotor von Villiers mit einem Hubraum von 147 cm³ angetrieben. Als die Fertigung dieses Motors Anfang der 1970er-Jahre eingestellt wurde, wurden leistungsfähigere Viertakt-Boxermotoren von Steyr-Puch mit 500–600 cm³ eingebaut, die den Gefährten eine Höchstgeschwindigkeit von bis zu 131 km/h verliehen. In den 1960er- und 1970er-Jahren wurde das Invacar mit seiner modernen GFK-Karosserie und seiner eisblauen Lackierung volkstümlich “Ministry Blue” (nach dem Ministry of Health) benannt. Zehntausende Invacars wurden hergestellt. Weiterentwicklungen führten zu einem längeren Radstand, einer breiteren Spur und zum Einsatz der Räder des Mini. Der letzte Auftrag zum Bau dieser Versehrtenautos wurde 1977 erteilt. Es gab über die gesamte Produktionszeit mehr als 50 verschiedene Varianten.
Seit 31. März 2003 dürfen Invacars im Vereinigten Königreich aus Sicherheitsgründen nicht mehr auf öffentlichen Straßen fahren. Der Oldtimer erfüllte die modernen Vorschriften des Motorcycle Single Vehicle Approval Scheme, Teil der von der EU vorgeschriebenen Standards, nicht. Zu diesem Zeitpunkt waren noch etwa 200 Invacars im Vereinigten Königreich angemeldet. Hunderte von Invacars, die in staatlichen Lagerhäusern auf ihren Einsatz warteten, wurden zusammen mit den Ersatzteilen verschrottet. Einige Exemplare haben in privater Hand sowie in Museen im Vereinigten Königreich und im Ausland überlebt.
Alle Invacars gehörten dem Staat und wurden an die Versehrten als Teil der staatlichen Fürsorge verleast. Die Nutzung dieser Fahrzeuge nahm seit der Einführung des Motability-Programms stetig ab. Dieses staatliche Programm ermöglicht Behinderten und deren Angehörigen den Kauf eines normalen Autos mit speziellen Umbauten.
Die Fabrik in Thundersley, in der auch die Greeves-Motorräder gebaut wurden, wurde 1977 nach einem Brand geschlossen. Die Invacar Ltd ging in Insolvenz. Bert Greeves und Derry Preston-Cobb waren schon zwei Jahre früher aus dem Unternehmen ausgeschieden.